# Albatros tímid
L'albatros tímid (Thalassarche cauta) és un gran ocell marí de la família dels diomedeids (Diomedeidae) que habita als Oceans Meridionals, criant a Tasmània i les illes Auckland.

## Taxonomia
Diversos autors han considerat la població que cria a les illes Auckland com una subespècie de Thalassarche cauta però altres l'han considerat una espècie de ple dret com:
- Albatros de Stead (Thalassarche steadi, Falla, 1933).